# Prohierodula
Prohierodula, es un género de las mantis, de la familia Mantidae, del orden Mantodea. Es originario de África.

## Especies
- Prohierodula brunnea
- Prohierodula congica
- Prohierodula enghoffii
- Prohierodula flavipennis
- Prohierodula grassei
- Prohierodula laticollis
- Prohierodula lineata
- Prohierodula mundamensis
- Prohierodula nigrispinis
- Prohierodula ornatipennis
- Prohierodula picta
- Prohierodula viridimarginata